# Koei Tecmo Holdings
Koei Tecmo Holdings Co., Ltd. (コーエーテクモホールディングス株式会社) est une entreprise créée en 2009 à la suite de la fusion des deux entreprises de développement et d'édition de jeux vidéo Tecmo et Koei,.

## Historique
Le 20 août 2008, Tecmo annonce la démission du président Yoshimi Yasuda, qui est remplacé par le président actuel du Conseil Yasuharu Kakihara. Le 28 août, Square Enix annonce une éventuelle OPA de Tecmo en achetant des actions à une prime de 30 % avec une offre totale de 22,3 milliards de yens, et laisse à Tecmo jusqu'au quatre septembre pour accepter ou rejeter la proposition,. À la suite de cela, le 31 août 2008, Kenji Matsubara, Président de Koei, convoque une réunion du conseil pour le jour suivant le 1er septembre pour examiner la possibilité d'une fusion avec Tecmo,,. Le même jour Koei entame des discussions avec Tecmo.  Le quatre septembre 2008, Tecmo refuse officiellement la proposition du Square Enix, et annonce un peu plus tard dans la journée son intention de fusionner avec Koei.
En novembre 2008, Tecmo et Koei annoncent leurs plans d'action spécifiques, pour finaliser la fusion au 1er avril 2009, dans l'optique de former Koei Tecmo Holdings. Les actions Koei devaient s'échanger avec les actions koei Tecmo à un taux de 1:1, et les actions Tecmo à un taux de 9:1, donnant au total aux actionnaires Koei une participation de trois-quarts sur la nouvelle entreprise. Bien que les bénéfices combinés de 2007 se montaient à 8,5 millions de yens, Tecmo et Koei prévoyaient que Koei Tecmo serait en déficit de plus de 16 millions de yens dans l'exercice fiscal se terminant en mars 2012. Effissimo Capital Management Pte, le deuxième plus grand actionnaire de Tecmo à hauteur de 17,6 % du capital, s'oppose ouvertement à la fusion. Le 26 janvier 2009, les actionnaires de Koei et Tecmo concluent des accords séparés en faveur de la fusion. Effissimo Capital Management soulève certaines dissidences pendant la réunion, et annonce chercher à vendre son portefeuille d'actions. Le 12 février Kenji Matsubara liquide Koei France SAS. Le 13 février, Tecmo a annonce la réception d'une réclamation de rachat importante à hauteur de 15,64 % de ses actions (soit 3.890.700 actions) émanant d'un actionnaire s'opposant à la fusion à venir de l'entreprise avec Koei. Alors que l'actionnaire ayant effectué cette demande n'a pas été dévoilé, Reuters indique que c'est vraisemblablement Effissimo Capital Management.
Malgré les doutes, la société holding est créée comme prévu le 1er avril 2009. Chaque divisions de développement des deux entreprises sont reconduites en filiales distinctes, spécifiquement créées dans le but de poursuivre les activités de planification et de développement de jeux vidéo, fonctionnant directement sous la coupe de la holding. Kenji Matsubara devient PDG de la nouvelle société Koei Tecmo et l'ancien PDG de Tecmo Yasuharu Kakihara devient président du conseil. Au 26 mai 2009, Koei Tecmo n'a pas conclu d'accord avec Effissimo qui a pourtant fait une demande d'investissement de fonds à la suite d'une tentative de médiation avec la cour du district de Tokyo. Alors que Koei Tecmo favorise une valeur d'action de milieu de gamme à 600 yens, Effissimo s'attendait à une demande d'au moins 900 yens, en partie à cause de l'offre rejetée Square Enix à 920 yens par action.
Le 23 juin 2009, Koei Tecmo a annonce une restructuration planifiée de ses filiales internationales. Seule la filiale américaine de Tecmo Tecmo Inc., et Koei Corporation, filiale également américaine de Koei, sont placées sous la toute nouvelle Koei Tecmo America Corporation, elle-même filiale directe de Koei Tecmo Holdings. Les filiales canadiennes, européennes, coréennes et taiwanaises de Koei sont rebaptisées avec le préfixe « Tecmo », et deviennent des filiales directes de la holding, à parts égales avec les entreprises de développement d'origine Tecmo et Koei. Koei Europe change de nom pour celui de Koei Tecmo Europe, Ltd, et signe maintenant ses réalisations de son nouveau nom. Le premier jeu publié par Koei Tecmo Europe est Ninja Gaiden Sigma 2. En janvier 2010, Tecmo, Inc. et Koei Corporation fusionnent pour créer Koei Tecmo America Corporation. Tecmo a déclaré être dissoute au Japon le 1er avril 2010,, Koei Canada, Inc. change de nom pour adopter celui de Koei Tecmo Canada, Inc.. En août 2009, Koei Tecmo annonce la création d'une filiale à Hanoï au Vietnam. Durant le même mois, l'ESA (Entertainment Software Association) annonce que Koei Tecmo est désormais un de ses membres. Le 1er avril 2010 Koei Singapore est rebatisée en Koei Tecmo Singapour.
La perte continue d'activité a obligé Kenji Matsubara, l'ancien président et PDG des deux Holdings Koei Tecmo et Koei Tecmo Games à donner sa démission en novembre 2010. Yoichi Erikawa, cofondateur de Koei, prendra en charge les quatre postes laissés vacants par Kenji Matsubara.
Le 8 février 2011, Koei Tecmo annonce que les filiales individuelles de développement Tecmo et Koei fusionnent dans Koei Tecmo Games le 1er avril 2011 et que l'entreprise continuera à développer des jeux vidéo sous les marques Tecmo et Koei.

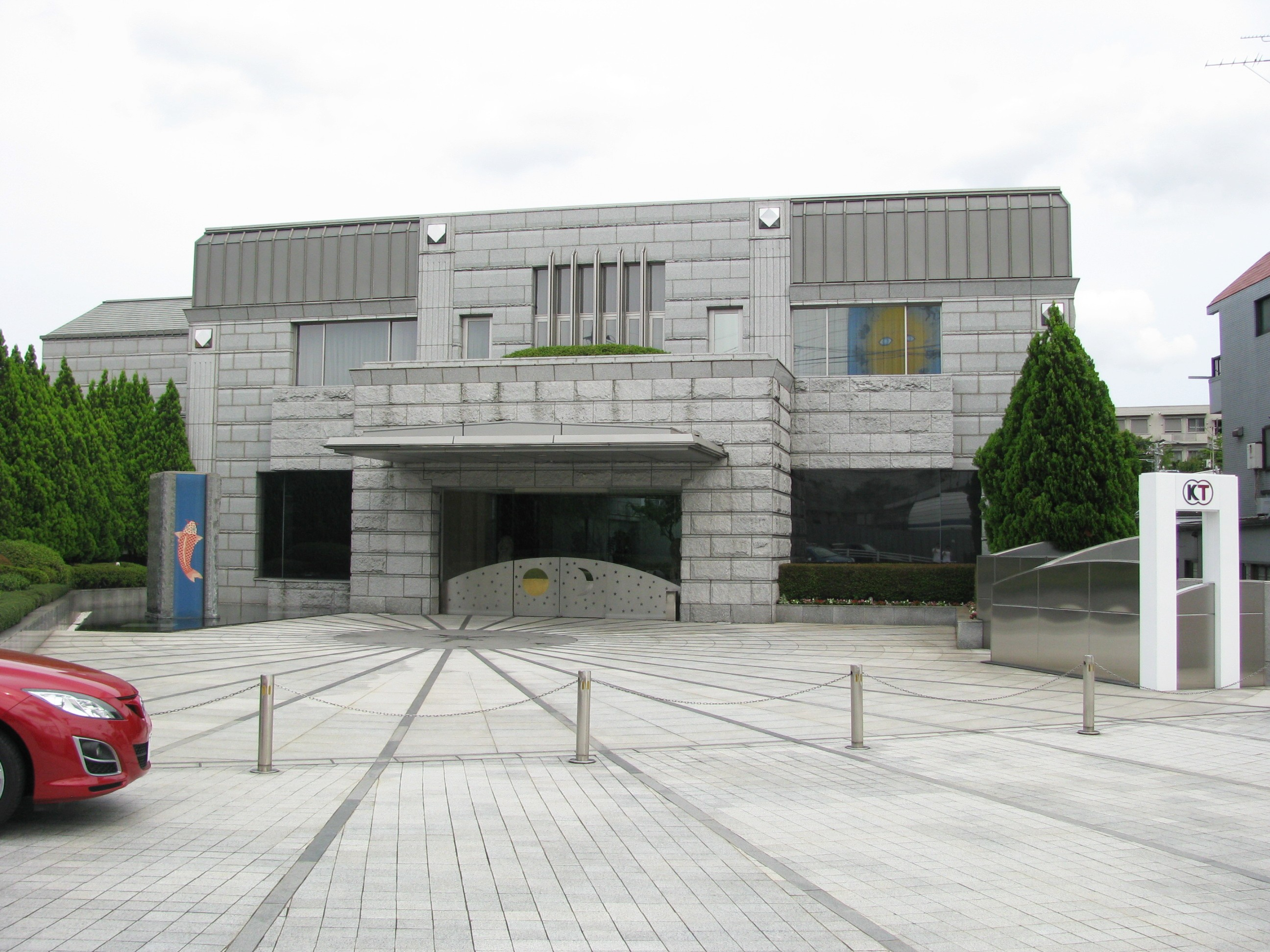
Siège social de Koei Koei Tecmo Holdings à Yokohama, Kōhoku-ku, Kanagawa, au Japon.

## Studios de développement
- Omega Force
- Team Ninja
- Team Tachyon
- Ruby Party
- Gust

## Principales licences
Koei, Tecmo et Koei Tecmo Games comptent plusieurs licences célèbres :
- Romance of the Three Kingdoms
- Dead or Alive
- Nobunaga's Ambition
- Dynasty Warriors
- Ninja Gaiden
- Project Zero
- Monster Rancher
- Samurai Warriors